# Shogo Nakano
Pour les articles homonymes, voir Nakano (homonymie).

a Compétitions nationales et continentales officielles uniquement.

b Matchs officiels uniquement.
Dernière mise à jour le 9 août 2024.
Shogo Nakano (中野将伍, Nakano Shōgo), né le 11 juin 1997 à Kitakyūshū (Japon), est un joueur de rugby à XV international japonais évoluant aux postes de centre ou d'ailier. Il évolue avec le club japonais des Tokyo Sungoliath en League one depuis 2021.

## Carrière

### En club
Originaire de Kitakyūshū dans la préfecture de Fukuoka, Shogo Nakano commence à pratiquer le rugby à l'âge de trois ans,. Au lycée, il joue avec l'équipe de Tochiku HS, dont il est le vice-capitaine,.
Après le lycée, il rejoint l'Université Waseda, et joue en championnat japonais universitaire avec le club de l'université entre 2016 et 2020. Indiscutable au poste de centre avec son club universitaire, il est considéré comme l'un des meilleurs joueurs japonais de sa génération,. Joueur au gabarit solide (1,86 m pour 100 kg) et habile dans le jeu après-contact, il est comparé à la star néo-zélandaise Sonny Bill Williams,.
Alors qu'il joue encore au niveau universitaire, il est retenu par la franchise japonaise de Super Rugby des Sunwolves pour disputer la saison 2020. Pour la dernière saison de cette équipe en Super Rugby, la compétition a lieu en même temps que le championnat national, ce qui conduit au recrutement de joueurs étrangers ou universitaires, comme Nakano. Il joue son premier match au niveau professionnel le 1er février 2020 contre les Melbourne Rebels. Il joue cinq matchs, dont une titularisation, avant que la saison ne soit arrêtée à cause de la pandémie de Covid-19.
Après avoir terminé son parcours universitaire, il rejoint en 2021 le club des Suntory Sungoliath situé à Fuchū et qui évolue alors en Top League. Il est alors mis en concurrence avec des joueurs comme Ryoto Nakamura et Samu Kerevi, il est déplacé au poste d'ailier. Il profite toutefois d'une blessure de Kerevi pour être titulaire au centre lors de la finale du championnat, que son équipe perd face aux Panasonic Wild Knights. Il joue dix matchs lors de sa première saison, et inscrit trois essais. 
L'année suivante, à l'occasion de la réforme du championnat japonais, son équipe est placée en première division de la nouvelle League One, et se voit renommé Tokyo Sungoliath. Après une saison où il joue huit matchs, il est remplaçant lors de la finale, que son équipe perd à nouveau contre les Wild Knights. 
Nakano dispute sa première saison pleine en 2023, en parvenant à s'imposer au poste de centre, et en disputant seize matchs comme titulaire.

### En équipe nationale
Shogo Nakano représente la sélection scolaire japonaise à sept en 2014 lors des Jeux olympiques de la jeunesse de Nankin,. Il joue également pour l'équipe du Japon des moins de 17 ans.
En 2015, alors qu'il n'est âgé que de 18 ans, il est surclassé avec la sélection japonaise des moins de 20 ans,.
Entre 2015 et 2019, il joue avec l'équipe des Junior Japan (sélection nationale réserve japonaise), à l'occasion du Pacific Challenge,.
Il est appelé pour la première fois pour évoluer avec l'équipe du Japon en avril 2021. Il obtient sa première sélection le 13 novembre 2021 contre le Portugal à Coimbra. Il inscrit son premier essai au niveau international à cette occasion. Il est titularisé pour la première fois la semaine suivante face à l'Écosse, et inscrit son premier essai au niveau international à cette occasion.
En 2022, il obtient quatre autre sélections, et affronte notamment la France à trois reprises. Lors du match au Stade de France en novembre 2022, il offre un essai au demi de mêlée Naoto Saito, après une percée de quarante mètres.
En juin 2023, il est sélectionné au sein du groupe de quarante-six joueurs retenus pour participer à la préparation pour la Coupe du monde 2023. Initialement sélectionné pour le Mondial français, une blessure le force finalement à déclarer forfait.

## Palmarès

### En club
- Finaliste du Championnat du Japon en 2021 et 2022 avec les Tokyo Sungoliath.

## Statistiques internationales
- 7 sélections avec le Japon depuis 2021.
- 5 points (1 essai).